# Przewaga powietrzna

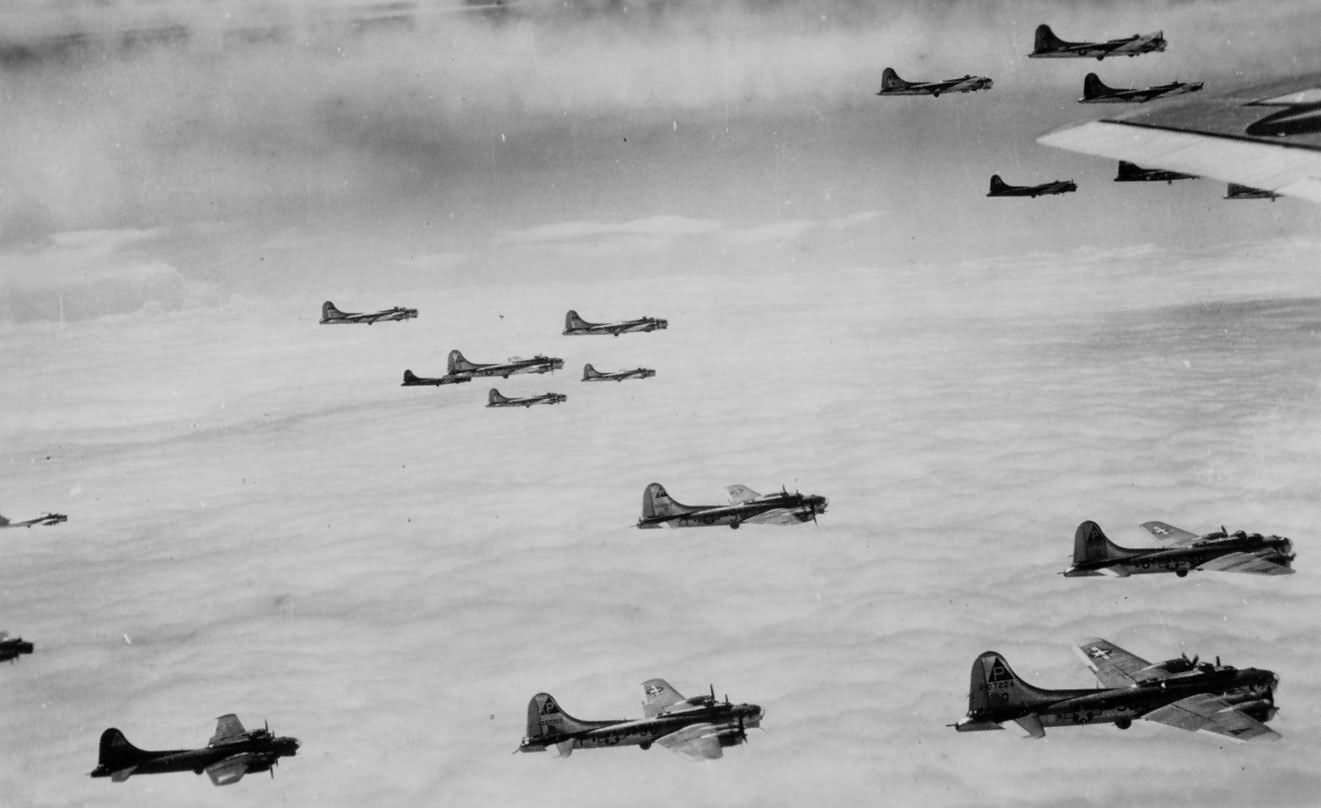
Przewaga powietrzna aliantów pod koniec II wojny światowej (formacja bombowców amerykańskich)

Przewaga powietrzna – dominacja sił powietrznych jednej ze stron konfliktu nad siłami powietrznymi drugiej. 

## Charakterystyka
Pojęcie panowania w powietrzu (przewagi powietrznej) wprowadzono do sztuki wojennej w okresie I wojny światowej. Wtedy to walczące strony dążyły  do zapewnienia własnemu lotnictwu rozpoznawczemu i bombowemu warunków wykonywania zadań i jednocześnie zabezpieczenia własnych wojsk przed działaniem lotnictwa strony przeciwnej. Do tego celu wykorzystywano własne lotnictwo myśliwskie. Kiedy walki powietrzne stały sie niewystarczającym sposobem uzyskania przewagi, zaczęto stosować  uderzenia na samoloty stacjonujące na lotniskach. Podczas II wojny światowej znaczenie tej metody coraz bardziej wzrastało, a do walki o przewagę w powietrzu włączone zostało również lotnictwo strategiczne niszczące między innymi przemysł lotniczy i ośrodki szkolenia personelu latającego. 
Przewaga powietrzna jest definiowana w słowniku NATO jako „taki poziom dominacji w bitwie powietrznej jednej ze stron nad drugą, iż umożliwia przeprowadzenie operacji na lądzie, morzu i przez siły powietrzne w danym czasie i miejscu bez wyraźnej ingerencji ze strony przeciwnika”.
Uzyskanie i utrzymania panowania w powietrzu jest jednym z najważniejszych zadań sił powietrznych.  Stwarza ono możliwość wykonywania zadań przez inne rodzaje wojsk. Obejmuje ono rozbicie ugrupowania lotnictwa przeciwnika, jego urządzeń i środków zabezpieczenia, niszczenie obiektów przemysłu lotniczego, ośrodków szkolenia. W zależności od rozmachu walka o panowanie w powietrzu może mieć charakter strategiczny, operacyjny lub taktyczny.